# ستيفانو ماركيتي
ستيفانو ماركيتي (بالإيطالية: Stefano Marchetti)‏ (26 أكتوبر 1963 في إيطاليا - ) هو لاعب كرة قدم إيطالي في مركز الهجوم. لعب مع نادي بادوفا ونادي بينيفينتو ونادي تريفيزو ونادي ترينتو ونادي فينيزيا وFC Bolzano 1996 ‏ وASD Solbiatese Calcio 1911 ‏ وCattolica Calcio 1923 SG ‏ وASD Giorgione Calcio 2000 ‏.